# 新潟焼山
新潟焼山（にいがたやけやま）は、新潟県西部の糸魚川市と妙高市にまたがる標高2,400 mの活火山。頸城山塊に属する。気象庁が24時間体制で観測を行う常時観測火山の一つである。
通常「焼山」と呼ばれ、また他の焼山と区別するために「新潟焼山」の名称が用いられることがあるものの、新潟県内には、新発田市・阿賀野市と小千谷市・長岡市にも「焼山」という名称の山がある。

## 概要

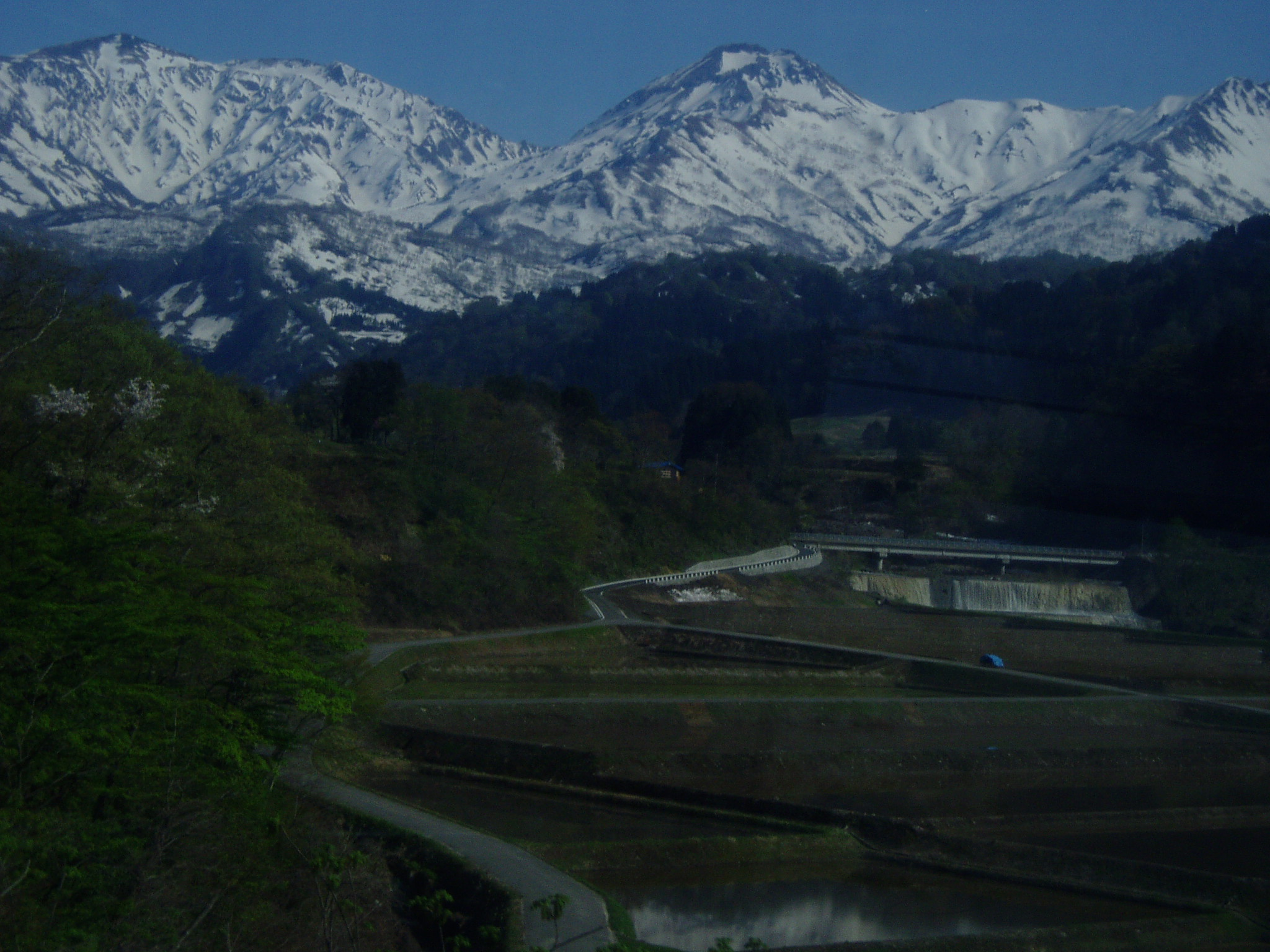
北麓から望む新潟焼山（2006年5月上旬）

妙高山、火打山とともに頸城三山と呼ばれ、東には火打山、西には富士見峠を隔てて金山が連なっている。周辺の山域は妙高戸隠連山国立公園の特別保護地区および特別地域の指定を受けている。当山は日本山岳会により日本三百名山の一つに選定されているほか、糸魚川ジオパークのジオサイトの一つにもなっている。山頂からは日本海や白馬岳などの北アルプスの山並みを望むことができる。
山の大部分は火山体ではなくフォッサマグナ由来の第三紀層である。これを基盤とした火山体は比高約400 mの2,400 mの安山岩・デイサイト (SiO2 58-64%) からなる成層火山で、山頂は溶岩ドームからなる。その活動史はかなり新しく、約3,000年前に活動が始まった若い火山である。山頂部は森林限界の高山帯で、日本におけるライチョウの分布北限である。

## 火山活動
現在までの活動は4期に分けられ、第1期は3,000年前頃に活動が始まり、第2期はその後の約1,000年間、第3期は約650年前からで、1773年からは第4期の活動とされている。過去の活動では火砕流は主に山体北面に向かって流出しており、1773年の活動では日本海まで達したと考えられる。現在でも2つの噴気口からガスを吹き出している。火山活動度ランクはB。気象庁は、2011年（平成23年）3月31日に火山活動に特段の変化はなく、火口周辺に影響を及ぼす噴火の兆候は認められないとして、噴火予報（噴火警戒レベル1、平常）を発表した。2013年（平成25年）2月現在も、その噴火予報を継続している。

### 火山史
記録に残る噴火は、887年、989年、1361年、1773年など。20世紀に入ってからも水蒸気爆発を複数回記録している。最新の噴火活動は2016年5月6日である。
- 887年（仁和3年） - 記録に残されている最古の噴火[6]。
- 989年（永祚元年） - 噴火[16]。
- 1361年（康安元年） - 山頂部に溶岩ドームが形成され[16]、大谷火砕流堆積物Iの地層が形成された[17]。火山爆発指数：VEI3
- 1773年（安永2年） - マグマが噴出したと推定される最新の噴火で[16]、北側に火砕流が発生し大谷火砕流堆積物IIの地層が形成された[17][18]。火山爆発指数：VEI3
- 1852年（嘉永5年）11月1日夜 - 1854年（安政元年）- この期間の噴火では大量の硫黄を噴出させた[18]。
- 1949年（昭和24年）
  - 2月5日 - 爆発音を出して噴火し北関東に降灰した[18]。推定降灰量 約200万 m3[19]
  - 2月8日 - 爆発音を出して噴火した[18]。
  - 9月13日 - 噴火[18]。
- 1962年（昭和37年）3月14日 - 小規模な噴火により降灰した[18]。
- 1963年（昭和38年）2-3月 - 小規模な爆発により、山頂付近に降灰した[18]。
- 1974年（昭和49年）7月28日未明 - 大規模な水蒸気爆発が発生。高谷池ヒュッテにいた約100人の登山客は無事下山できた[20]が、植物の調査を行っていた千葉大学の学生3名が泊岩付近で火山弾の直撃を受け死亡[16][6][21][22]。約65万トンの降灰があり北東100 kmまで到達した[23]。推定降灰量 約180万 m3[19]。火山爆発指数：VEI1
- 1983年（昭和58年）4月14日-4月15日 - 極小規模な爆発により、山頂付近に降灰した[18]。
- 1987年（昭和62年） - 積雪の変色を記録。
- 1989年（平成元年） - 積雪の変色を記録。
- 1998年（平成10年） - 積雪の変色を記録[24]。火山爆発指数：VEI1
- 2016年（平成28年）5月6日 - 同日午後に気象庁が上空から調査したところ、東西およそ200 m、南北およそ400 mの範囲で火山灰が積もっていたことが確認され、「新潟焼山でごく小規模な噴火が発生したもよう」と発表した[25]。

## 災害対策
新潟焼山は気象庁が24時間体制で観測を行う全国47の常時観測火山の一つに指定されている。気象庁が地震計を、新潟県が監視カメラなどを設置しているが、山頂付近はほぼ通年、雲がかかっているため、目視による観測は難しい。北面側に位置する糸魚川市では火山防災マップ（ハザードマップ）を作成・配布している。北面の火打山川と焼山川では土石流などの対策として砂防施設の整備が行われている。2011年3月31日、噴火警戒レベルを導入した。2012年（平成24年）に、「新潟焼山火山防災協議会」が設立され、8月に新潟焼山火山噴火緊急減災砂防計画が策定された。

## 登山
火山活動に伴ってたびたび入山規制が行われている。1974年の噴火後に規制が行われ、1981年（昭和56年）に解除された。1987年（昭和62年）に再度登山禁止となり、2006年（平成18年）12月4日に再び解除された。その後2016年3月より、山頂から半径1 kmの範囲で入山規制が敷かれ、2018年11月に解除された。
新潟県の条例により、山頂から半径2 kmの範囲内に立ち入る場合は、事前に登山届の提出が義務付けられている。

### 登山ルート

#### 笹倉温泉からのルート
糸魚川市側の笹倉温泉方面から登山道が開設されている。山頂の西約800 mには、岩穴を利用した泊岩避難小屋があるが、荒廃している。新潟県が公表している山のグレーディングによると、林道焼山線ゲートから山頂までのルートの体力度は「6」（1 – 2泊以上が適当）、技術的難易度は「C」（地図読み能力、ハシゴ・くさり場などを通過できる身体能力が必要）とされている。
- 笹倉温泉 - （林道焼山線） - ゲート - 展望台 - 大曲 - 大谷 - 地獄谷 - 坊々抱岩 - 富士見峠分岐 - 泊岩 - 焼山

#### 雨飾山からのルート
雨飾山から尾根伝いに登山道が開設されている。
- 雨飾山 - 笹平 - 大曲 - 白倉峰 - 茂倉峰 - （シゲクラ尾根） - 金山 - 裏金山 - 富士見峠 - 富士見峠分岐 - 泊岩 - 焼山

#### 笹ヶ峰からのルート
妙高市側の笹ヶ峰キャンプ場から、関川の支流である真川に沿って登る登山道がある。
- 笹ヶ峰 - 杉野沢橋 - 滝沢 - 金山谷 - 裏金山谷 - 地獄谷 - 富士見峠 - 泊岩 - 焼山

#### 妙高山・火打山からのルート
妙高山・火打山方面から続く登山道がある。火打山 - 焼山山頂の区間は、2016年からの入山規制により登山道が荒廃し安全が確保できていなかったため、一時期通行禁止となっていたが、2022年7月に解除された。
- 妙高山 - 黒沢池ヒュッテ - 高谷池ヒュッテ - 天狗の庭 - 雷鳥平 - 火打山 - 影火打 - 胴抜ヶキレット - 焼山

### 周辺の山小屋
登山道の途中に、山小屋とキャンプ指定地がある。登山シーズン中の一部の期間に有人の営業を行っている。
| 名称           | 所在地     | 標高 (m) | 焼山からの 方角と距離 (km) | 収容 人数 | キャンプ 指定地 | 備考           |
| -------------- | ---------- | -------- | -------------------------- | --------- | --------------- | -------------- |
| 泊岩避難小屋   | 山頂直下西 | 約2,080  | 西 0.8                     | 10        | なし            | 避難小屋、荒廃 |
| 高谷池ヒュッテ | 高谷池畔   | 2,110    | 東南東 4.5                 | 80        | テント30張      | [ 35 ]         |
| 黒沢池ヒュッテ | 黒沢池の東 | 2,000    | 東南東 6.1                 | 100       | テント10張      |                |

## 地理

### 周辺の山
妙高火山群の北端に位置する。
| 山容                                             | 山名   | 標高 (m) | 三角点の等級 基準点名           | 焼山からの 方角と距離 (km) | 備考                        |
| ------------------------------------------------ | ------ | -------- | ------------------------------- | -------------------------- | --------------------------- |
| 天狗の庭から望む火打山                           | 火打山 | 2,461.77 | 三等 「火打山」                 | 東 2.9                     | 頸城山塊の最高峰 日本百名山 |
| 火打山から望む焼山                               | 焼山   | 2,400.26 | 二等 「焼山」                   | 0                          | 活火山 日本三百名山         |
| 火打山から望む妙高山                             | 妙高山 | 2,454    | （一等）「妙高山」 (2,445.90 m) | 東南東 7.6                 | 日本百名山                  |
| 南側から望む雨飾山のふとん菱と亀菱と呼ばれる岩肌 | 雨飾山 | 1,963.21 | 二等 「雨飾山」                 | 西南西 6.9                 | 日本百名山                  |
| 火打山から望む黒姫山                             | 黒姫山 | 2,053    |                                 | 南東 14.4                  | 日本二百名山                |
| 火打山から望む高妻山                             | 高妻山 | 2,357.79 | 二等 「高妻山」                 | 南 13.5                    | 日本百名山                  |

### 周辺の峠
- 富士見峠 - 山頂の西南西0.8 kmに位置する裏金山（標高2,122 m）との鞍部。
- 胴枝切通 - 山頂の東南東0.6 kmに位置する影火打（標高2,384 m）との鞍部。
- 乙見山峠 - 山頂の南南西6.1 kmに位置する薬師岳（標高1,801.7 m）と松尾山（標高1,677.8 m）との鞍部、新潟県道39号妙高高原公園線の起点の笹ヶ峰高原から長野県北安曇郡小谷村へ林道妙高小谷線が通じる。

### 源流の河川
以下の源流となる河川は日本海へ流れる。
- 地獄谷、ヌルイ沢 - 真川の支流。山頂の南南東7.9 kmに笹ヶ峰ダムがある。
- 焼山川、火打山川 - 早川の支流
- 海川

### 交通・アクセス
- えちごトキめき鉄道妙高はねうまライン関山駅の西17.1 kmに位置し、JR西日本北陸新幹線・大糸線、えちごトキめき鉄道日本海ひすいライン糸魚川駅の南東20.6 kmに位置する[5]。
- 上信越自動車道妙高高原インターチェンジの西北西15.4 kmに位置し、北陸自動車道糸魚川インターチェンジ南東20.3 kmに位置する。

## 関連画像

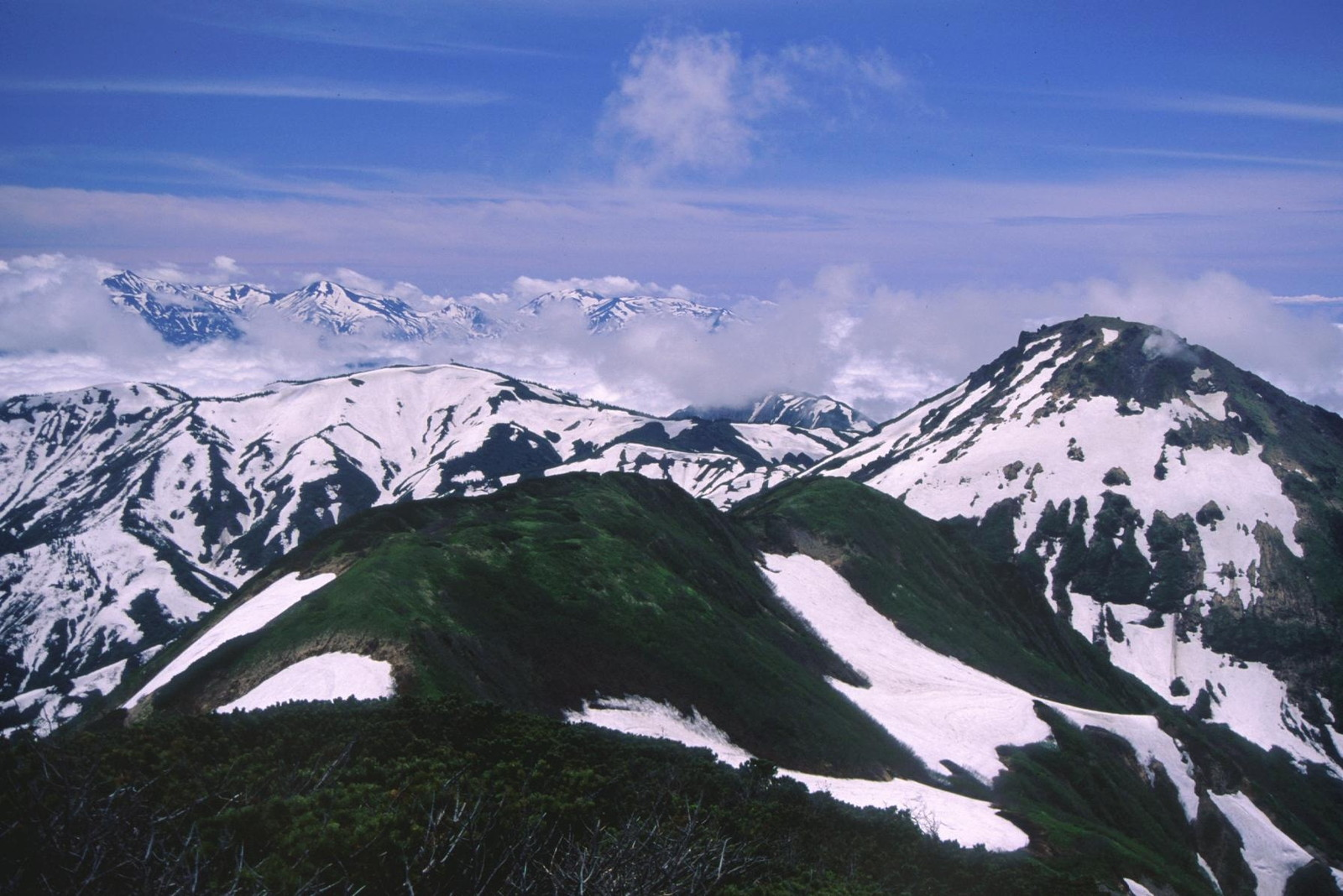
火打山から望む焼山 （残雪期）
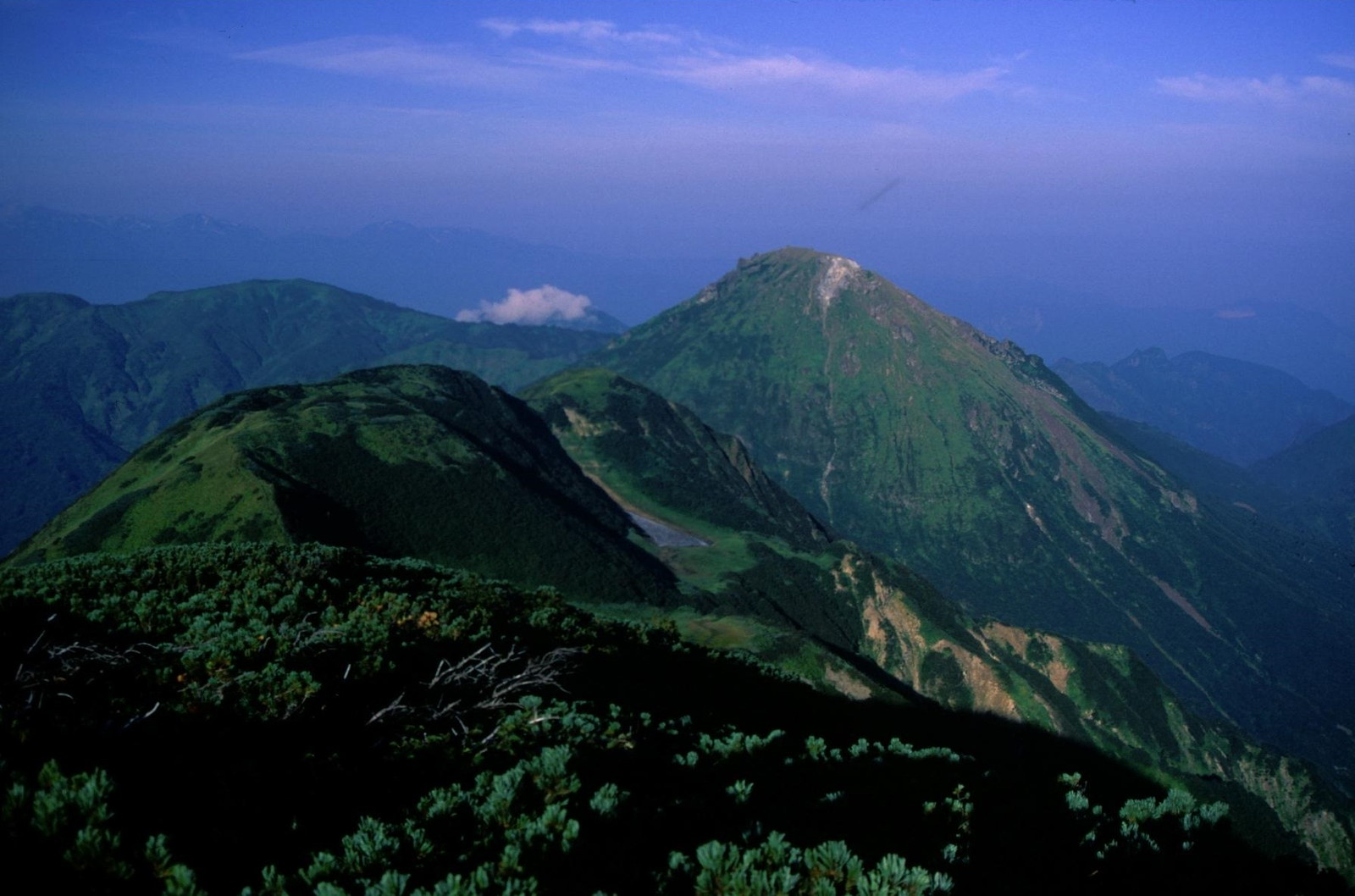
火打山から望む焼山 （初秋）
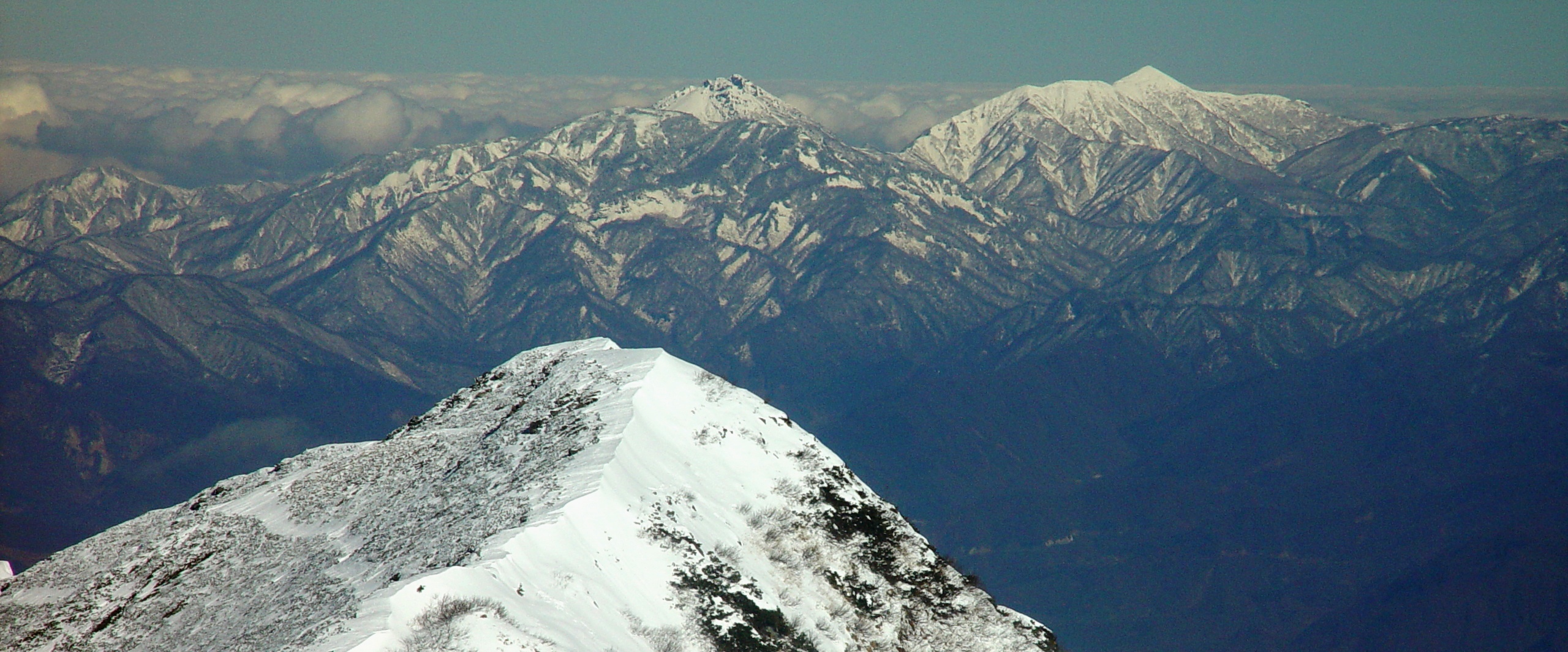
北アルプスの爺ヶ岳から望む焼山（中央）と火打山（右）
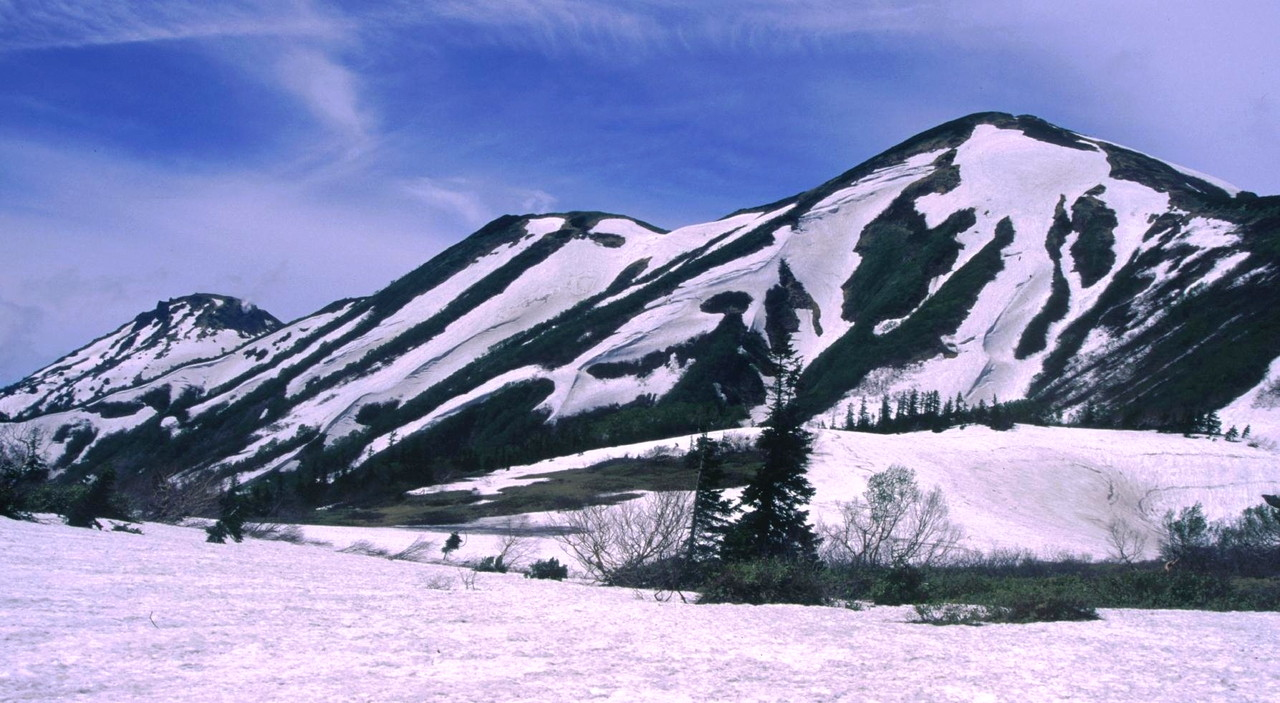
天狗の庭付近から望む焼山・影火打・火打山
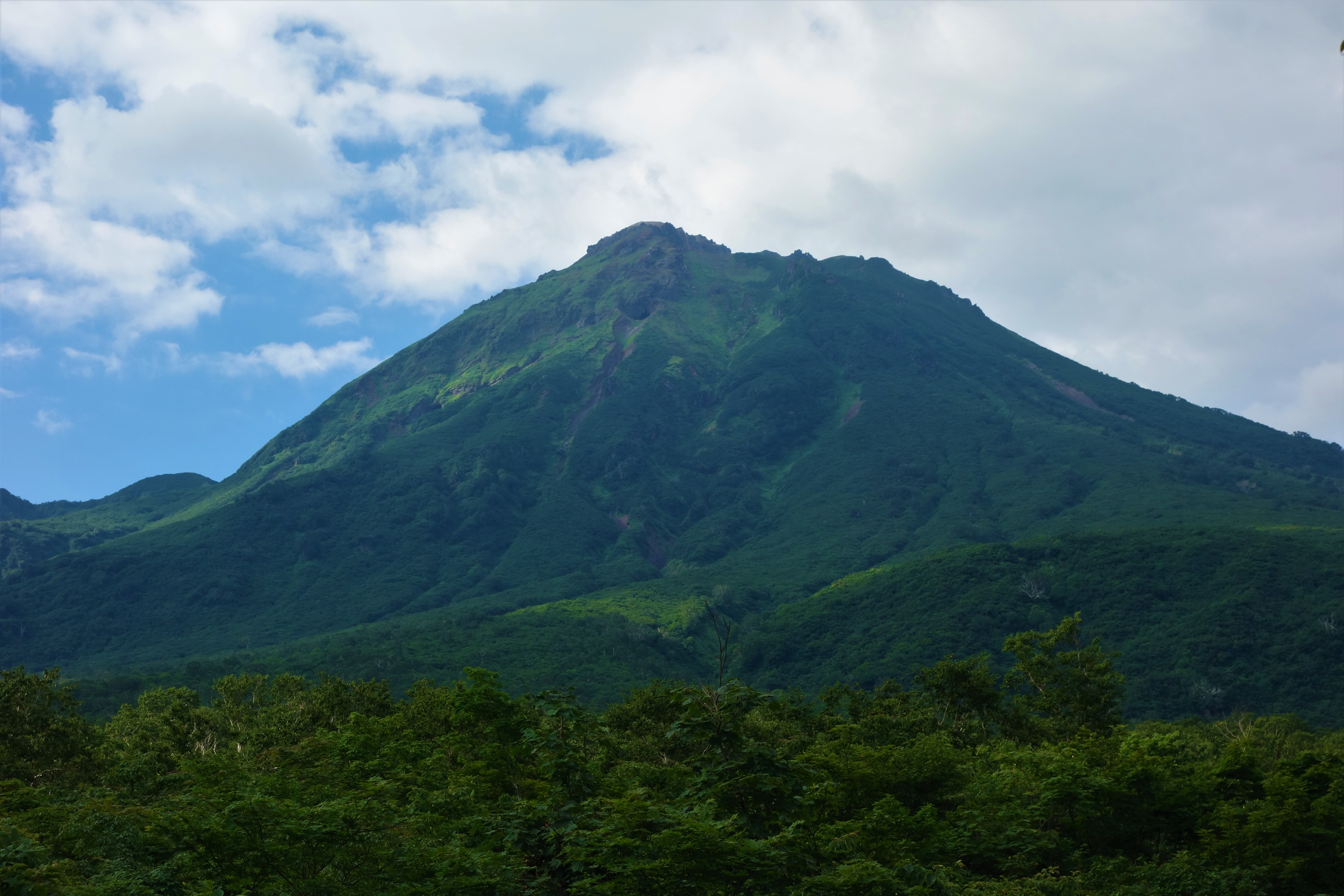
展望台からの焼山
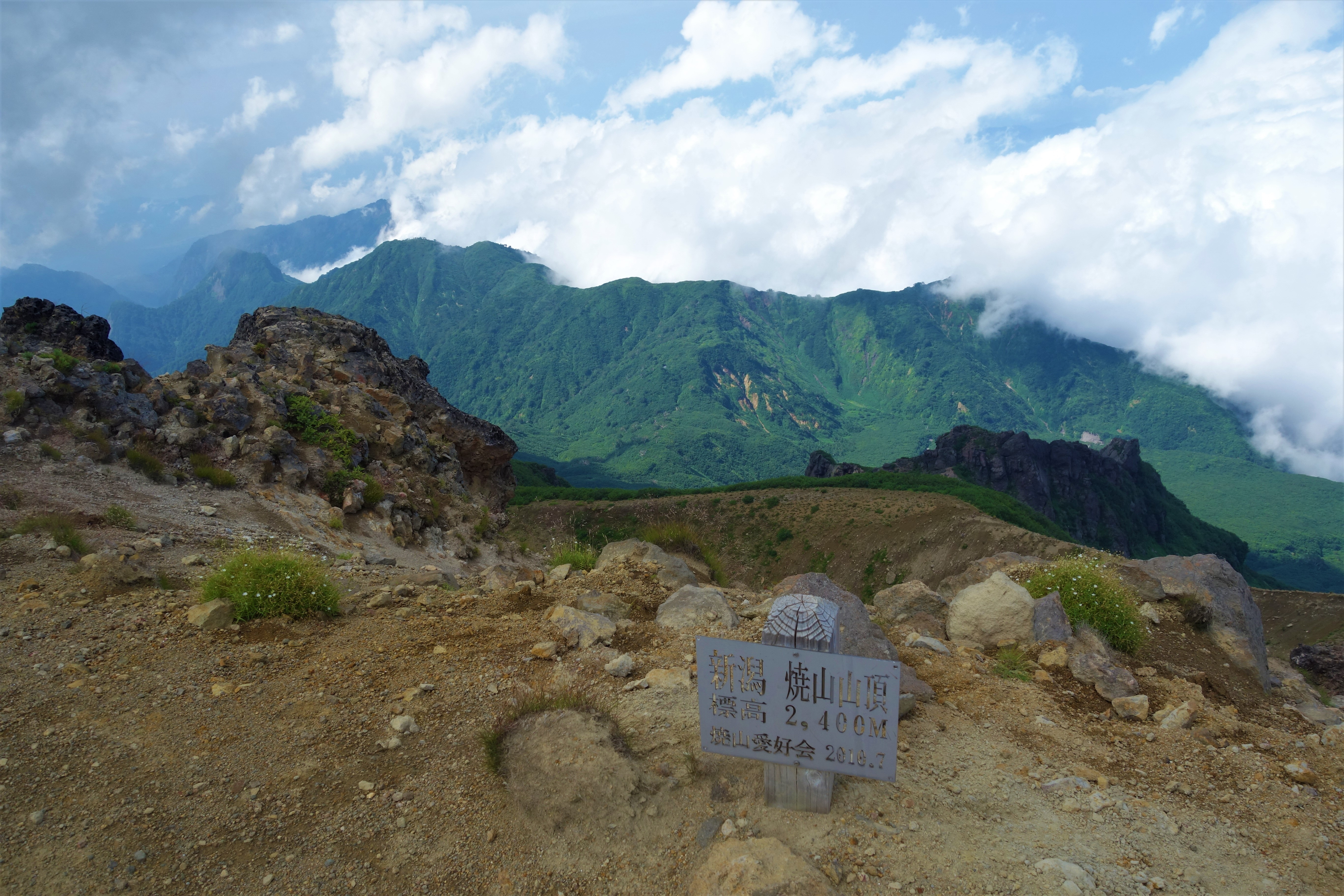
焼山山頂
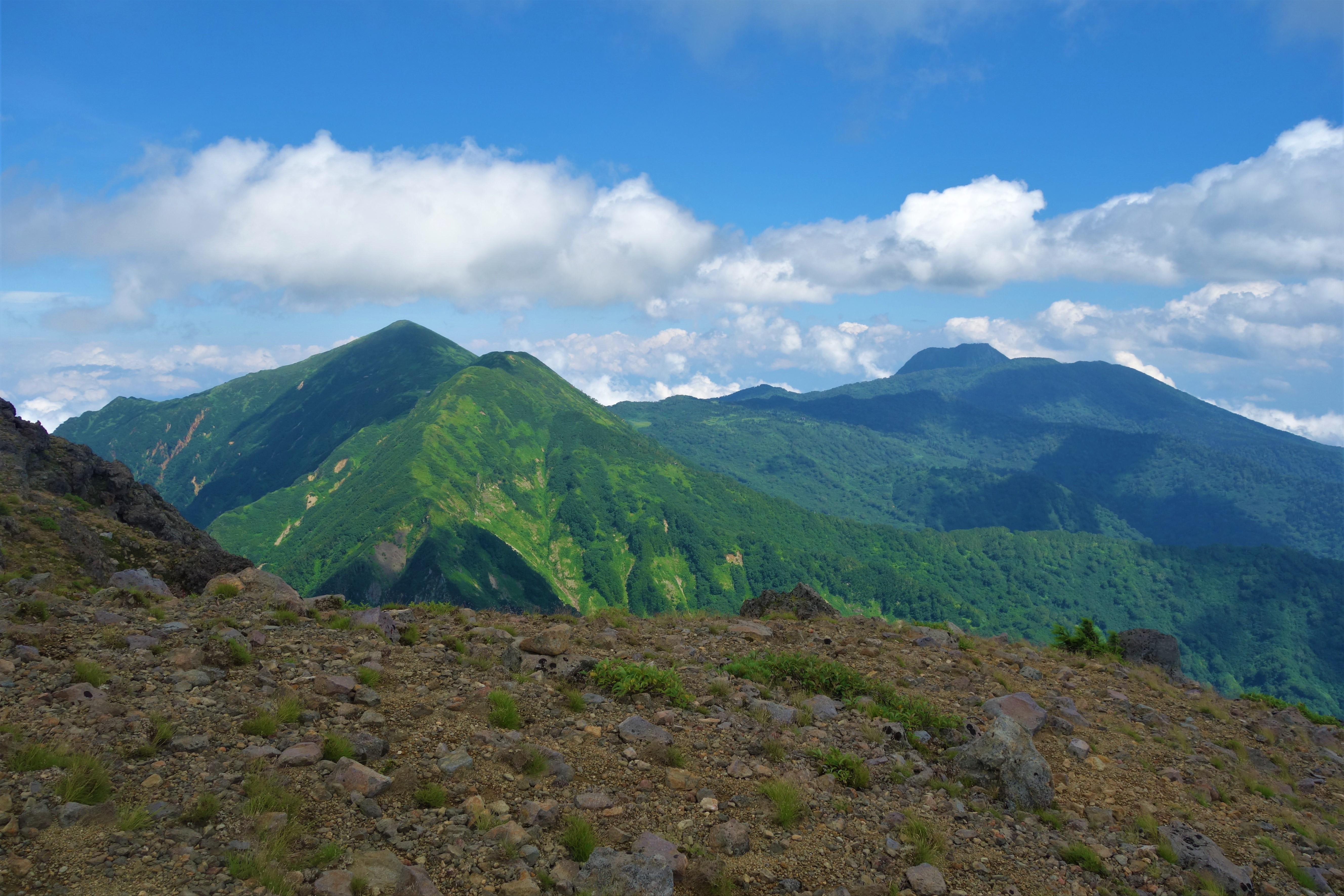
焼山から火打山と妙高山